# Давньокрилі
Давньокрилі (Palaeoptera) — інфраклас крилатих комах (Pterygota). Це найпримітивніші комахи в численній групі крилатих. На сьогодні описано понад 600 видів одноденок та понад 4500 видів бабок. Комахи обох рядів відрізняються тим, що розвиток личинок у них відбувається в прісній воді. Залежно від виду розвиток триває від 1 до 3 років. Після багаторазових линьок личинка одноденок та бабок перетворюється в проміжну форму — німфу (наяду), з німфи виходить доросла бабка. З личинкової шкурки одноденки виходить літаюча форма — субімаго, нездатна приймати їжу і розмножуватися. Через недовгий час із субімаго виходить імаго — доросла одноденка.